# Wasilij Markow
Wasilij Siergiejewicz Markow (ros. Васи́лий Серге́евич Ма́рков, ur. 1905 we wsi Mieńszyj Kołodieź w guberni orłowskiej, zm. 2 czerwca 1978 w Moskwie) – radziecki polityk, członek KC KPZR w latach 1956-1961.
Od 1923 w RKP(b), 1929 ukończył Leningradzki Uniwersytet Komunistyczny im. Stalina, po czym został nauczycielem w technikum, następnie szefem wydziału politycznego stanicy maszynowo-traktorowej. Od 1934 funkcjonariusz partyjny, od kwietnia do czerwca 1938 III sekretarz Biura Organizacyjnego KC KP(b)U w obwodzie połtawskim, od 6 czerwca 1938 do 25 lutego 1939 II sekretarz, a od 28 lutego 1939 do sierpnia 1950 I sekretarz Komitetu Obwodowego KP(b)U w Połtawie. Od 18 czerwca 1938 do 13 maja 1940 członek Komisji Rewizyjnej KP(b)U, od 17 maja 1940 do 17 stycznia 1956 członek KC KP(b)U, 1941-1943 szef grupy operacyjnej Rady Wojskowej 12 Armii (Front Południowy). Od 1950 do września 1951 słuchacz kursów przy KC WKP(b), od września 1951 do marca 1953 I sekretarz Komitetu Obwodowego KP(b)U/KPU w Odessie, od marca do września 1953 instruktor KC KPU, od 18 września 1953 do 17 lipca 1955 I sekretarz Komitetu Obwodowego KP(b)U w Czernihowie. Od września 1955 do 12 stycznia 1960 I sekretarz Komitetu Obwodowego KPZR w Orle, od 25 lutego 1956 do 17 października 1961 członek KC KPZR, 1960-1967 członek Komitetu Kontroli Partyjnej przy KC KPZR, następnie na emeryturze. Deputowany do Rady Najwyższej ZSRR od 1 do 5 kadencji.

## Odznaczenia
- Order Lenina (dwukrotnie - pierwszy raz 7 lutego 1939)
- Order Czerwonego Sztandaru Pracy (19 lutego 1955)
- Order Wojny Ojczyźnianej I klasy (1945)